# 吉川ジャンクション
吉川ジャンクション（よかわジャンクション）は、兵庫県三木市にある中国自動車道と舞鶴若狭自動車道のジャンクションである。
ここから中国道は大阪方面は片側3車線、山口方面は片側2車線となる。

## 歴史
- 1988年（昭和63年）3月24日 - 舞鶴自動車道（当時）[注 1]の吉川JCT - 丹南篠山口IC間開通に伴い[1][2]、供用開始[1][2]。

## 接続する道路
- E2A 中国自動車道（6番）[3]
- E27 舞鶴若狭自動車道[3]

## 隣
E2A 中国自動車道
(5-2) 神戸三田IC - 赤松PA - (6) 吉川JCT - (7) 吉川IC
E27 舞鶴若狭自動車道
(6) 吉川JCT - 上荒川PA - (1) 三田西IC